# Psephellus sumensis
Psephellus sumensis là một loài thực vật có hoa trong họ Cúc. Loài này được (Kalen.) Greuter mô tả khoa học đầu tiên năm 2003.